# Apus
Apus er en slægt af fugle i familien egentlige sejlere, der er udbredt med 20 arter i den Gamle Verden. Navnet "Apus" betyder "uden fødder".
Fra Danmark kendes mursejler (Apus apus) som en almindelig ynglefugl samt gråsejler og orientsejler som meget sjældne gæster. Alpesejler (Tachymarptis melba), der også er en sjælden gæst i Danmark, bliver af nogle også regnet til slægten Apus.

## Karaktertræk
Fødderne har alle fire tæer fremadrettede, hvilket betyder at fuglene ikke kan sidde på tværs af f.eks. en gren. Derimod er de i stand til at holde sig fast på lodrette klippevægge eller ru mure. Vingerne er lange og smalle med lange håndsvingfjer. Munden er meget stor, idet mundvigen ender under øjet. Arterne yngler i huller.

## Arter
De 20 arter i slægten Apus, der er en del af tribussen Apodini med 12 andre arter fordelt på 5 slægter:
- Kap Verde-sejler, Apus alexandri
- Mursejler, Apus apus
- Ensfarvet Sejler, Apus unicolor
- Nyanzasejler, Apus niansae
- Gråsejler, Apus pallidus
- Afrikansk sort Sejler, Apus barbatus
- Madagaskarsejler, Apus balstoni
- Fernando Po-sejler, Apus sladeniae
- Kystsejler, Apus berliozi
- Namibsejler, Apus bradfieldi
- Orientsejler, Apus pacificus
- Salim Ali's Swift (engelsk navn), Apus salimalii [5]
- Blyth's Swift (engelsk navn), Apus leuconyx [5]
- Cook's Swift (engelsk navn), Apus cooki [5]
- Mørkgumpet Sejler, Apus acuticauda
- Lille Sejler, Apus affinis
- Klippesejler, Apus nipalensis
- Horussejler, Apus horus
- Kaffersejler, Apus caffer
- Bjergsejler, Apus batesi